# Selección de fútbol sala de Brasil
La Selección de fútbol sala de Brasil es el equipo que representa a Brasil en las competiciones oficiales de fútbol sala organizadas por la Conmebol y la FIFA y es controlada por la Confederación Brasileña de Fútbol (CBF). Es considerada la selección más importante del mundo en fútbol sala, siendo la máxima ganadora del mundial de la modalidad, puntera en su tabla histórica y la que más ha ganado en América. Brasil es la selección con mejor rendimiento promedio en todas las competiciones oficiales de  fútbol sala organizadas por la Conmebol y la FIFA. La selección al largo de su historia tiene una efectividad de 89.45% de partidos ganados (la mejor en el deporte) y tiene historial positivo contra todas las selecciones que ha enfrentado al largo de la historia. Actualmente ocupa la primera posición en el ranking mundial de futsal

## Historia
El fútbol sala empezó a practicarse en Brasil en 1940 por jóvenes que visitaban regularmente la Asociación de Chicos Cristianos de Brasil, en Sao Paulo. Como tenían dificultades para encontrar campos de fútbol donde jugar, comenzaron a utilizar la cancha de baloncesto y hockey usando las porterías de estos deportes. Al principio los equipos variaban en número, de cinco, seis y hasta siete jugadores, pero poco a poco fijaron un límite de cinco. Las pelotas de entonces se confeccionaban con fibras vegetales, serrín o incluso corcho granulado. Como botaban mucho en un suelo duro, tuvieron que reducir el tamaño y aumentar el peso. El nuevo deporte empezó a tener éxito y se expandió a otros lugares del país. Se establecieron reglas elementales para intentar regularizar su práctica. Así se organizaron unos cuantos equipos que empezaron a disputar torneos abiertos.
Cronología del futsal en Brasil
1949 – La Asociación de Chicos Cristianos de Río de Janeiro organiza el primer torneo abierto de futsal para niños de entre diez y quince años.
1954 – El 28 de julio se funda en Río de Janeiro la primera entidad oficial, la Federación Metropolitana de Fútbol de Salón, en las oficinas del Club América.
1955 – El 14 de junio se funda la Federación de Fútbol de Salón de Sao Paulo.
1956 – Se celebró el primer campeonato de la ciudad de Río de Janeiro, con 42 participantes, que ganó el equipo Imperial de Río de Janeiro.
1958 – La Confederación Brasileña de Deportes hace oficial la práctica del fútbol sala, estandarizando sus reglas, y establece el Consejo Técnico de Fútbol de Salón con las Federaciones Estatales como asociadas.
1971 – Se funda en Río de Janeiro la Federación Internacional de Fútbol de Salón (FIFUSA), a la que se adhieren 32 países donde se practicaba este deporte según las reglas brasileñas. El primer presidente de FIFUSA fue João Havelange.
1982 – Se celebra el primer Campeonato Mundial de Selecciones en Ibirapuera (Brasil), y lo gana Brasil venciendo en la final a Paraguay.
1985 – Se celebra el segundo Campeonato Mundial en España, y Brasil vuelve a ganarlo imponiéndose a España.
1988 – En el tercer Campeonato Mundial, Paraguay sorprende a Brasil y obtiene el título en Australia.
1989 – La FIFA se hace cargo de la supervisión de este deporte disolviendo la FIFUSA y creando una comisión propia. Posteriormente, algunas federaciones no aceptan la disolución de la FIFUSA y eligen como nuevo presidente a Antonio Alberca. Surge el término “futsal”, utilizado por la FIFA, en contraposición a “fútbol de salón” usado por la FIFUSA.
2003 – Por intermediación de Carlos Arthur Nuzman, presidente del Comité Olímpico Brasileño, el futsal es incluido en los Juegos Panamericanos de 2007 que se celebrarán en Río de Janeiro. La Federación de Futsal de Sao Paulo (FPFS) lanza un proyecto en pro del futsal: “Yo quiero futsal olímpico”.
2005 – La Federación de Sao Paulo conmemora sus 50 años de fundación. El futsal es incluido oficialmente en los Juegos Panamericanos de Río. Continúan los apoyos al movimiento ideado por la FPFS para la inclusión del futsal en el programa de los Juegos Olímpicos.
Antecedentes en la Copa Mundial de Futsal de la FIFA
Con seis títulos en su palmarés, Brasil es la selección más laureada en la historia del Mundial de Fútbol Sala de la FIFA, al que no ha faltado jamás. La Auriverde dominó a su antojo las primeras ediciones, alzándose con el trofeo en Países Bajos 1989, Hong Kong 1992 y España 1996.
España cortó su hegemonía en la final de Guatemala 2000 y en las semifinales de Chinese Taipei 2004, Brasil queda en tercer lugar tras ganar a Argentina por 7 a 4. Sin embargo, recuperó el título en su propio país en 2008, rubricando en Tailandia 2012 su dominio de la especialidad.
En 2016, la selección de Irán dio la gran sorpresa del Mundial de Colombia. Por primera vez, Brasil se queda fuera antes de las semifinales, la única vez que no llegó a la final fue en 2004, cayendo también en los penaltis frente a España.
En 2021, en el Mundial de Lituania, luego de finalizar en lo más alto de su grupo, superó a Japón por 4 a 2 y sentenció a Marruecos 1 a 0, pero no pudo con Argentina en las semifinales. Brasil queda en tercer lugar tras ganar a Kazajistán por 4 a 2.
En 2024, en el Mundial de Uzbekistán, el equipo sudamericano ganó todos los partidos del torneo, aunque a partir de la ronda de Eliminatorias, no la tuvo tan fácil. En semifinales, venció 3-2 a Ucrania en un partido apretado y en la final, superó a Argentina por 2-1 obteniendo su venganza después del Mundial de 2021.

## Estadísticas

### Copa Mundial de Futsal FIFA
| Desempeño en la Copa Mundial | Desempeño en la Copa Mundial | Desempeño en la Copa Mundial | Desempeño en la Copa Mundial | Desempeño en la Copa Mundial | Desempeño en la Copa Mundial | Desempeño en la Copa Mundial | Desempeño en la Copa Mundial | Desempeño en la Copa Mundial |
| Año                          | Resultado                    | Posición                     | J                            | G                            | E                            | P                            | GF                           | GC                           |
| ---------------------------- | ---------------------------- | ---------------------------- | ---------------------------- | ---------------------------- | ---------------------------- | ---------------------------- | ---------------------------- | ---------------------------- |
| 1989                         | Campeón                      | 1° de 16                     | 8                            | 5                            | 1                            | 2                            | 33                           | 17                           |
| 1992                         | Campeón                      | 1° de 16                     | 8                            | 7                            | 1                            | 0                            | 44                           | 7                            |
| 1996                         | Campeón                      | 1° de 16                     | 8                            | 7                            | 1                            | 0                            | 55                           | 16                           |
| 2000                         | Subcampeón                   | 2° de 16                     | 8                            | 7                            | 0                            | 1                            | 78                           | 14                           |
| 2004                         | Tercer puesto                | 3° de 16                     | 8                            | 7                            | 1                            | 0                            | 48                           | 15                           |
| 2008                         | Campeón                      | 1° de 20                     | 9                            | 8                            | 1                            | 0                            | 64                           | 8                            |
| 2012                         | Campeón                      | 1° de 24                     | 7                            | 7                            | 0                            | 0                            | 45                           | 7                            |
| 2016                         | Octavos de final             | 9° de 24                     | 4                            | 3                            | 1                            | 0                            | 33                           | 9                            |
| 2021                         | Tercer puesto                | 3° de 24                     | 7                            | 6                            | 0                            | 1                            | 28                           | 8                            |
| 2024                         | Campeón                      | 1° de 24                     | 7                            | 7                            | 0                            | 0                            | 40                           | 6                            |
| Total                        | 10/10                        | 1°                           | 74                           | 64                           | 6                            | 4                            | 468                          | 107                          |

### Copa América de Futsal
| 1992  | Campeón       | 1° de 4  | Sin datos | Sin datos | Sin datos | Sin datos | Sin datos | Sin datos | Sin datos | Sin datos |
| 1995  | Campeón       | 1° de 4  | Sin datos | Sin datos | Sin datos | Sin datos | Sin datos | Sin datos | Sin datos | Sin datos |
| 1996  | Campeón       | 1° de 4  | Sin datos | Sin datos | Sin datos | Sin datos | Sin datos | Sin datos | Sin datos | Sin datos |
| 1997  | Campeón       | 1° de 4  | Sin datos | Sin datos | Sin datos | Sin datos | Sin datos | Sin datos | Sin datos | Sin datos |
| 1998  | Campeón       | 1° de 4  | Sin datos | Sin datos | Sin datos | Sin datos | Sin datos | Sin datos | Sin datos | Sin datos |
| 1999  | Campeón       | 1° de 4  | Sin datos | Sin datos | Sin datos | Sin datos | Sin datos | Sin datos | Sin datos | Sin datos |
| 2000  | Campeón       | 1° de 9  | 4         | 4         | 0         | 0         | 28        | 5         |           |           |
| 2003  | Subcampeón    | 2° de 10 | 5         | 4         | 0         | 1         | 31        | 12        |           |           |
| 2008  | Campeón       | 1° de 10 | 5         | 5         | 0         | 0         | 46        | 6         |           |           |
| 2011  | Campeón       | 1° de 9  | 5         | 4         | 1         | 0         | 35        | 8         |           |           |
| 2015  | Tercer puesto | 3° de 9  | 5         | 4         | 1         | 0         | 18        | 5         |           |           |
| 2017  | Campeón       | 1° de 10 | 6         | 5         | 1         | 0         | 32        | 7         |           |           |
| 2022  | Tercer puesto | 3° de 10 | 6         | 5         | 1         | 0         | 20        | 6         |           |           |
| 2024  | Campeón       | 1° de 10 | 6         | 6         | 0         | 0         | 26        | 3         |           |           |
| Total | 14/14         | 1°       | 38        | 33        | 4         | 1         | 208       | 47        |           |           |

### Eliminatorias Sudamericanas de Futsal
| Desempeño en las Eliminatorias Sudamericanas | Desempeño en las Eliminatorias Sudamericanas | Desempeño en las Eliminatorias Sudamericanas | Desempeño en las Eliminatorias Sudamericanas | Desempeño en las Eliminatorias Sudamericanas | Desempeño en las Eliminatorias Sudamericanas | Desempeño en las Eliminatorias Sudamericanas | Desempeño en las Eliminatorias Sudamericanas | Desempeño en las Eliminatorias Sudamericanas |
| Año                                          | Resultado                                    | Posición                                     | J                                            | G                                            | E                                            | P                                            | GF                                           | GC                                           |
| -------------------------------------------- | -------------------------------------------- | -------------------------------------------- | -------------------------------------------- | -------------------------------------------- | -------------------------------------------- | -------------------------------------------- | -------------------------------------------- | -------------------------------------------- |
| 2012                                         | Tercer puesto                                | 3° de 10                                     | 6                                            | 5                                            | 0                                            | 1                                            | 45                                           | 7                                            |
| 2016                                         | Campeón                                      | 1° de 10                                     | 6                                            | 6                                            | 0                                            | 0                                            | 31                                           | 2                                            |
| 2020                                         | Subcampeón                                   | 2° de 10                                     | 6                                            | 5                                            | 0                                            | 1                                            | 25                                           | 3                                            |
| Total                                        | 3/3                                          | 2°                                           | 18                                           | 16                                           | 0                                            | 2                                            | 101                                          | 12                                           |

## Palmarés

### Selección absoluta
- Mundial de Fútbol Sala de la FIFA (6): 1989, 1992, 1996, 2008, 2012, 2024

Es la selección que más títulos posee de esta competición.
- Copa América de Fútbol Sala (11): 1992, 1995, 1996, 1997, 1998, 1999, 2000, 2008, 2011, 2017, 2024

Es la selección que más títulos posee de esta competición.
- Copa Confederaciones de fútbol sala (1): 2013

Es la selección que más títulos posee de esta competición junto con Argentina y Irán.
- Mundialito de Futsal (5): 1995, 1996, 1998, 2001, 2002

Es la selección que más títulos posee de esta competición.
- Grand Prix de Futsal (10): 2005, 2006, 2007, 2008, 2009, 2011, 2013, 2014, 2015, 2018

Es la selección que más títulos posee de esta competición.
- Juegos Panamericanos (1): 2007

Es la única selección que posee títulos en esta competición.
- Juegos Suramericanos (4): 2002, 2006, 2010, 2014

Es la selección que más títulos posee de esta competición.
- Juegos de la Lusofonía (2): 2006, 2009

Es la única selección que posee títulos en esta competición.
- Conmebol Liga Sudamericana de Futsal (3): 2017,[3] 2018,[4] 2019 [5]

Es la única selección que posee títulos en esta competición.
- Copa de las Naciones de Futsal (1): 2023[6]

Es la única selección que posee títulos en esta competición.

### Selección sub-20
- Sudamericano de Futsal Sub-20 (8): 2004, 2006, 2008, 2010, 2013, 2014, 2018, 2022

Es la selección que más títulos posee de esta competición.
- Conmebol Liga Sudamericana de Futsal Sub-20 (3): 2017,[3] 2018,[4] 2019 [5]

Es la única selección que posee títulos en esta competición.

### Selección sub-17
- Sudamericano de Futsal Sub-17 (2): 2016, 2018

Es la selección que más títulos posee de esta competición junto con Argentina. 
- Juegos Olímpicos de la Juventud (1): 2018

Es la única selección que posee títulos en esta competición. 

### Distinciones otorgadas
| Distinción                  | Año  |
| --------------------------- | ---- |
| Premio Fair Play de la FIFA | 2000 |
| Premio Fair Play de la FIFA | 2004 |